# 岩国市B26爆撃機墜落事故
岩国市B-26爆撃機墜落事故（いわくにしビーにじゅうろくばくげききついらくじこ）は、1950年（昭和25年）9月27日にアメリカ軍のB-26爆撃機が山口県岩国市横山へ墜落した事故である。

## 事故概要
朝鮮戦争勃発より3か月経った1950年9月27日、岩国飛行場を離陸した1機のB-26が、岩国市横山の錦帯橋近くの民家に墜落し、乗組員1人と住民3人が死亡し、5人が負傷した。
当時の新聞各紙は、占領下のプレスコードの影響か、墜落事故扱いは小さく、事故の2週間ほど前にキジア台風によって流失した錦帯橋再建の動きを大きく報じている。
被害者遺族への進駐軍からの謝罪や補償はなく、山口県が僅かな見舞金を出しただけであった。